# تيم واتسون (مغني)
تيم واتسون (بالإنجليزية: Tim Watson)‏ هو مغني أسترالي، ولد في 3 يونيو 1971.